# Rkia Ami
Pour les articles homonymes, voir Ami.
Rkia Ami est une judokate marocaine. 

## Carrière
Rkia Ami est médaillée de bronze dans la catégorie des plus de 72 kg aux Championnats d'Afrique de judo 1990 à Alger.
Aux Championnats d'Afrique de judo 1996 à Pretoria, elle est médaillée de bronze dans la catégorie des moins de 72 kg.